# Медисън Скуеър Гардън
„Медисън Скуеър Гардън“ (често се съкращава до MSG или просто до „Гардън“) е многофункционална зала в центъра на квартал Манхатън на Ню Йорк.
Тя е между Седмо и Осмо авеню и 31 и 33 улица, като е в непосредствена близост до гара Пенсилвания. Открита е през 1968 година, като се използва за провеждането на концерти, шоу програми и спортни събития като боксови, баскетболни и хокейни мачове, а също така понякога се превръща в циркова площадка. В близост до тази емблематична арена се намират други забележителности на Ню Йорк, като Емпайър Стейт Билдинг и Кореатаун.
Откриването ѝ е на 11 февруари 1968 година, като това я прави най-старото спортно съоръжение в щата, най-старата зала в Националната хокейна лига и втората зала след Оракъл Арена в Националната баскетболна асоциация. Медисън Скуеър Гардън е третата най-използвана зала за концерти, след Манчестър Арена и О2 Арена (и двете са в Англия). За построяването ѝ са направени разходи за 1,1 милиарда долара, което я прави една от десетте най-скъпи стадиони и спортни арени, строени някога. Тя е част от Пенсилвания плаза (бизнес и търговски комплекс).

## История
Настоящата зала е под номер ІV, преди нея е имало още три със също име, които са били в близост до съвременното ѝ местоположение. Първата Медисън Скуеър е построена в края на ХІХ век. Най-интересното при строителството на последната зала е, че заради нея са съборени надземните части на действащата гара Пенсилвания. След това се изграждат платформи, върху които е построена тази уникална арена. Инженерният подвиг е извършен от Робърт Маккий от Ел Пасо, Тексас. При започването на строежа се надига обществено недоволство, защото се разрушава гара Пенсилвания, но след като сградата е завършена, тя се превръща в пример за връзката между архитектурата и изящните изкуства и става един от символите на Ню Йорк.
Още през 1972 година, председателят на Гардън, Ървинг М. Фелт е предложил Никс и Рейнджърс да се преместят в зала Ню Джърси Мийдоу (сега Айзът център), но останалите членове на борда на директорите не се съгласяват. Сега в Айзът център играят Ню Джърси Нетс от НБА и Ню Джърси Девилс от НХЛ.
Очаква се откриването на обновената MSG през 2014 година, като ремонтът ѝ тече от 2011 година. Някои от отборите, които домакинстват в нея, са преместени в други зали във и около Ню Йорк, но Рейнджърс и Никс ще продължат да играят в нея.

## Седалки
Седалките са подредени в 6 покачващи се нива. Първото ниво се използва само при концерти и баскетболни срещи, но те се прибират при хокейните мачове и състезанията, провеждащи се върху ледена пързалка. Местата в залата варират според събитието, като при хокейни срещи те са 18 200, при баскетболни – 19 033, при концерти, когато сцената е в края на терена – 19 522 и при боксови мачове – 20 000. Игрището на Медисън Скуеър Гардън е с площ от 1949 m².